# Paleis van de Kanselarij
Het Paleis van de Kanselarij (Italiaans: Palazzo della Cancelleria) is het historische hoofdkwartier van de Apostolische Kanselarij. Het paleis is het eerste renaissancepaleis van Rome en is eigendom van Vaticaanstad. Het werd gebouwd tussen 1489 en 1513 naar ontwerp van architect Donato Bramante. Dit paleis moest de woning worden van de neef van paus Sixtus IV, kardinaal Raffaele Riario. In het paleis is een permanente tentoonstelling over Leonardo da Vinci.
Het Paleis van de Kanselarij ligt tussen Corso Vittorio Emanuele II en Campo de' Fiori.

## Geschiedenis
Paus Sixtus IV liet het Paleis van de Kanselarij bouwen voor zijn neef, kardinaal Raffaele Riaro. In 1513 werd het paleis in beslag genomen door paus Leo X, een lid van de familie Medici. Deze familie heeft veel invloed gehad in Florence. In 1517 werd het paleis zetel van de Apostolische Kanselarij. Volgens geruchten zou de bouw gefinancierd zijn door de winst die kardinaal Raffaele Riario opstreek met het spelen van kansspelen. Om die reden werd het paleis door de staat in beslag genomen. De grote deur werd in de 16e eeuw aan het paleis toegevoegd in opdracht van kardinaal Alessandro Montalto door de Zwitserse architect Domenico Fontana.

## Extern
Het Paleis van de Kanselarij is het eerste gebouw dat gebouwd is in een renaissancestijl. Voor de bouw is gebruik gemaakt van rode travertijn. Dit bouwmateriaal is afkomstig van de ruïnes van het Theater van Pompeius. Deze ruïnes liggen in de buurt van het paleis. Op het binnenplein zijn grote paarse zuilen. Deze zuilen zijn hier geplaatste door Donato Bramante en komen oorspronkelijk uit Egypte.
In de lange gevel van het paleis is de basiliek van San Lorenzo in Damaso ingesloten. De ingang van deze kerk in te vinden aan de rechterkant van de hoofdgevel. Deze kerk stond al op deze plek voordat het Paleis van de Kanselarij werd gebouwd en stamt uit de vijfde eeuw.
Het binnenplein is rechthoekig. De onderste twee verdiepingen zijn open loggia’s met pilaren. Daarbovenop is nog een derde dichte verdieping.
Andrea Bregno is de ontwerper van het balkon. Dit balkon is te vinden aan de kant van Campo de' Fiori

## Intern
In het paleis is een grote fresco gemaakt door Giorgio Vasari. Ook zijn er verschillende fresco’s die niet alleen door Vasari, maar ook door zijn leerling in 1546 zijn geschilderd.

## Trivia
In het Rijksmuseum in Amsterdam is een ets van de façade van het Paleis van de Kanselarij. Deze ets is gemaakt door Giovanni Battista.